# Salminus noriegai
Salminus noriegai es una especie extinta de pez carácido de agua dulce que habitó en el nordeste de la Argentina durante el Mioceno. Pertenece al género Salminus, cuyas especies vivientes son denominadas comúnmente dorados.

## Taxonomía
Este dorado fósil fue descrito originalmente en el año 2013 por los doctores Alberto Luis Cione -investigador del Museo de La Plata (MLP) y del CONICET- y María de Las Mercedes Azpelicueta -de la División Zoología de Vertebrados del MLP-.
Ejemplar tipo y características
El material que sirvió para su descripción comprende un cráneo tridimensional articulado, de 9 centímetros de longitud, con excelente estado de conservación, lo que permitió una exposición minuciosa de sus huesos, tanto externos como internos. Luego de una estudiar en detalle sus características y compararlas con las especies vivientes del género, se arribó a la conclusión de que se trataba de una nueva especie, la que se diferencia por poseer una órbita ocular proporcionalmente más alargada, por diferencias en la forma de los huesos de sus mejillas y por la longitud del maxilar, el premaxilar y otros huesos que marginan su boca. Los dientes de la zona que se aferra a la mandíbula tienen una forma muy peculiar, síimilar al dibujo de un “8”.
En vida, su talla total fue estimada como situada entre los 50 y los 60 centímetros.
Comparado con los dorados modernos las diferencias encontradas son sutiles, apenas en las proporciones de los huesos, por lo que se concluye que la velocidad evolutiva del género es bastante lenta y poco ha cambiado en 8 millones de años.
Localidad tipo
Fue colectado en la localidad de la Toma Vieja, al noreste de la ciudad de Paraná, provincia de Entre Ríos, centro-este de la Argentina.
Estrato portador
Sus restos fueron exhumados en el denominado “Conglomerado osífero”, sedimentos supuestamente correspondientes a las capas más inferiores de la formación fluvial Ituzaingó, aflorantes en la región mesopotámica de la Argentina. Se estimó su antigüedad en 8 millones de años, correspondiente al Tortoniense temprano (principios del Mioceno tardío).

## Generalidades
Salminus noriegai es la primera y única especie extinta descrita para el género Salminus, siendo sus restantes especies todas vivientes, identificadas como predadores topes en ríos de aguas cálidas de Sudamérica septentrional y central. Sobre la base de las características anatómicas y dental se postula que Salminus noriegai también poseía los mismos hábitos tróficos.
Con una antigüedad similar, son numerosas las especies de peces localizadas en el mismo perfil estratigráfico de las barrancas de la margen entrerriana del río Paraná, 
Entre los que destaca la piraña gigante (Megapiranha paranensis).
En la época inmediatamente anterior a la que viviera este dorado, el océano Atlántico ingresó profundamente hasta lo que hoy es el río Paraná medio, formando un gran golfo, denominado mar entrerriense. Posteriormente las aguas oceánicas se retiraron y fueron reemplazadas por estuarios y aguas dulces. La fauna de vertebrados acuáticos que fue exhumada en el lecho del soporte del espécimen muestra una composición similar a la colectada en varias unidades estratigráficas del norte de América del Sur, como la Formación Urumaco, de Venezuela (Mioceno tardío) y la Formación La Venta, de Colombia (Mioceno medio), lo que permite inferir que estos humedales estaban conectados biogeográficamente con los de la cuenca amazónica.
El descubrimiento de este dorado fue clave para conocer parte del pasado del género, del cual nada se sabía, aunque aún resta develar en qué momento se originó el grupo.
Etimología
Etimológicamente el nombre genérico Salminus se construye con palabras en latín, en donde: salmo significa 'salmón' y mino (minus) es 'menor', en relación con su apariencia similar a un salmónido. El término específico noriegai es un epónimo que refiere al apellido del paleontólogo Jorge Ignacio Noriega, a quien se le rindió honor por haber sido el descubridor de los restos.